# 종카어 위키백과

종카어 위키백과는 종카어로 운영되는 위키백과 언어판이다. 기호는 dz이다.